# سلوبودان ميلوسافلجيفيتش
سلوبودان ميلوسافلجيفيتش هو سياسي صربي، ولد في 19 نوفمبر 1965 في بلغراد في صربيا. نشط حزبياً في الحزب الديمقراطي الصربي.